# Козорог Крістіна Вікторівна
Крісті́на Ві́кторівна Козоро́г (2 грудня 1991, Гребінка, Україна) — українська футболістка та футбольний арбітр.

## Життєпис
Крістіна Козорог народилася у Дніпрі. Займатися футболом та футзалом почала у 8-річному віці. Протягом 2009—2010 років захищала кольори столичного клубу «Атекс-СДЮШОР №16», що брав участь у змаганнях вищої ліги. Змушена була закінчити кар'єру через травму.
Окрім футболу займалася подіумним модельним бізнесом. Брала участь у показах Ukrainian Fashion Week та конкурсі краси «Міс Україна Онлайн».
Закінчила Національний університет харчових технологій. Працювала тренером у ДЮСШ та персональним фітнес-тренером.
2013 року, після закінчення школи арбітрів, розпочала суддівську кар'єру, обслуговуючи матчі чемпіонату області. З 2015 року почала залучатися до проведення поєдинків ДЮФЛ та аматорських змагань. На професійному рівні чоловічих змагань дебютувала 22 липня 2018 року в поєдинку другої ліги між житомирським «Поліссям» та «Черкащиною-Академією».
27 серпня того ж року опинилася у центрі сексистського скандалу після заяви тренера «Миная» Ігоря Харковщенка про те, що жінки мають народжувати дітей, а не судити футбол, у тонкощах якого вони не розбираються. Харковщенко жорстко звинуватив Козоріг у поразці своєї команди від «Вереса», за що згодом був оштрафований керівництвом «Миная».
Наприкінці 2018 року була відзначена Київською обласною федерацією футболу як один з найкращих арбітрів області.